# Dune: Part Two
Dune: Part Two (bra: Duna: Parte 2 ou Duna: Parte Dois; prt: Dune – Duna: Parte Dois) é um filme épico americano de ficção científica dirigido por Denis Villeneuve a partir de um roteiro de Villeneuve, Jon Spaihts e Eric Roth. Servindo como uma sequência direta de Duna (2021), é a segunda produção das duas partes planejadas que adaptam o romance de mesmo nome de 1965, escrito por Frank Herbert. Este filme cobre aproximadamente a segunda metade do livro e tem um elenco liderado por Timothée Chalamet como Paul Atreides.
O desenvolvimento começou depois que a Legendary Entertainment adquiriu os direitos de cinema e TV para Duna em 2016. Villeneuve assinou como diretor do filme em 2017, com a intenção de fazer uma adaptação em duas partes do romance. Os contratos de produção foram garantidos apenas para um primeiro filme, com o segundo filme tendo que receber sinal verde com base no sucesso do primeiro. Embora ele estivesse preocupado com a certeza da sequência depois que o primeiro filme teve um lançamento simultâneo nos cinemas e no HBO Max, a Warner Bros. garantiu que a sequência aconteceria se tivesse um bom desempenho no HBO Max. Após o sucesso de crítica e comercial do primeiro filme, a Warner Bros. e a Legendary Entertainment deram luz verde ao filme em outubro de 2021. As filmagens começaram em julho de 2022 em Budapeste, com pré-filmagem ocorrendo na tumba de Brion em Altivole, Itália no início daquele mês.
Dune: Part Two esteve programado para ser lançado em novembro de 2023, mas em virtude da greve de roteiristas ocorrida no ano, a previsão de lançamento foi adiada para 15 de março de 2024 e depois adiantada para fim de fevereiro ou início de março de 2024, incluindo Brasil e Portugal.
O filme acabou sendo um sucesso de público e crítica. Recebeu cinco nomeações no 97º Oscar (incluindo Melhor Filme) — vencendo nas categorias de Melhor Som e Melhor Efeitos Visuais.

## Sinopse
Este filme de acompanhamento explorará a jornada mítica do Duque Paul Atreides, que possui poderes de clarividência que podem permitir que ele guie a humanidade para um futuro melhor. Agora unido a Chani e aos Fremen, Paul está em uma guerra de vingança contra os conspiradores que destruíram sua família. Depois de assumir o controle do império e enfrentar uma escolha entre o amor de sua vida e o destino do universo conhecido, ele se esforça para evitar um futuro terrível que só ele pode prever.

## Elenco
- Timothée Chalamet como Paul Atreides: O duque da Casa Atreides, que é chamado de "Muad'Dib" pelos Fremen.
- Rebecca Ferguson como Lady Jessica: A mãe Bene Gesserit de Paul e concubina do falecido pai de Paul, Leto.
- Josh Brolin como Gurney Halleck: O mestre de armas da Casa Atreides e mentor de Paul.
- Stellan Skarsgård como Barão Vladimir Harkonnen: O inimigo jurado de Leto e ex-administrador de Arrakis.
- Dave Bautista como Glossu Rabban: O sobrinho brutal do Barão Harkonnen.
- Stephen McKinley Henderson como Thufir Hawat: Um Mentat leal à Casa Atreides.[16]
- Zendaya como Chani: Uma jovem Fremen e o interesse amoroso de Paul.
- Charlotte Rampling como Gaius Helen Mohiam: Uma Reverenda Madre Bene Gesserit e a Reveladora da Verdade do Imperador.
- Javier Bardem como Stilgar: O líder da tribo Fremen em Sietch Tabr.
- Florence Pugh como Princesa Irulan: A filha do imperador.
- Austin Butler como Feyd-Rautha: Sobrinho mais novo do Barão Harkonnen e sucessor planejado em Arrakis.
- Christopher Walken como Shaddam IV: o Imperador da Casa Corrino.
- Léa Seydoux como Lady Margot: Uma Bene Gesserit e amiga íntima do Imperador.
- Souheila Yacoub como Shishakli: Uma guerreira Fremen.

## Produção

### Desenvolvimento
Em março de 2018, Denis Villeneuve afirmou que seu objetivo era adaptar o romance em uma série de filmes de duas partes. Villeneuve finalmente garantiu um contrato de dois filmes com a Warner Bros. Pictures, no mesmo estilo da adaptação em duas partes do livro It, de Stephen King, lançadas em 2017 e 2019. Ele afirmou que "eu não concordaria em fazer essa adaptação do livro com um único filme" como Duna era "muito complexo" com "poder nos detalhes" que um único filme não conseguiria capturar. Em janeiro de 2019, Joe Walker foi confirmado como editor do filme. Outra equipe inclui: Brad Riker como diretor de arte supervisor; Patrice Vermette como designer de produção; Paul Lambert como supervisores de efeitos visuais; Gerd Nefzer como supervisor de efeitos especiais; e Thomas Struthers como coordenador de dublês. Dune: Part Two será produzido por Villeneuve, Mary Parent e Cale Boyter, com Tanya Lapointe, Brian Herbert, Byron Merritt, Kim Herbert, Thomas Tull, Jon Spaihts, Richard P. Rubinstein, John Harrison e Herbert W. Gain servindo como produtores executivos e Kevin J. Anderson como consultor criativo. O lendário CEO Joshua Grode confirmou em abril de 2019 que eles planejam fazer uma sequência, acrescentando que "há um lugar lógico para parar o [primeiro] filme antes que o livro termine".
Em dezembro de 2020, Villeneuve afirmou que, devido ao plano da Warner Bros. de lançar o filme nos cinemas e na HBO Max ao mesmo tempo, o primeiro filme poderia ter um desempenho financeiro inferior, o que poderia levar ao cancelamento da sequência planejada. Em uma exibição IMAX dos primeiros dez minutos do primeiro filme, o logotipo do título dizia Dune: Part One dando credibilidade aos planos para a sequência. Em agosto de 2021, Villeneuve falou com mais confiança sobre as chances da sequência ser filmada e sua empolgação em trabalhar com Timothée Chalamet e Zendaya novamente, enquanto Chani teria um papel maior na sequência. Villeneuve disse no Festival de Cinema de Veneza antes da estreia do primeiro filme que ele está planejando uma trilogia, com a Parte Dois sendo baseada na segunda metade do primeiro romance e o terceiro filme sendo baseado em Dune Messiah. A Warner Bros. garantiu a Villeneuve que uma sequência terá luz verde desde que o filme tenha um bom desempenho na HBO Max. Apenas alguns dias antes do lançamento do primeiro filme, a CEO da Warner Bros., Ann Sarnoff, declarou: "Teremos uma sequência de Duna? Se você assistir ao filme, verá como termina. Acho que você sabe a resposta para isso."
Em 26 de outubro de 2021, Legendary oficialmente deu sinal verde para Dune: Part Two com um porta-voz da empresa afirmando: "Não teríamos chegado a esse ponto sem a visão extraordinária de Denis e o incrível trabalho de sua talentosa equipe, os escritores, nosso elenco estelar, nossos parceiros na Warner Bros. e, claro, os fãs! Um brinde a mais Duna." exibido nos cinemas, com a Legendary e a Warner Bros. concordando em dar a Dune: Part Two uma janela de 45 dias antes de estar disponível em outros canais. Villeneuve disse que essa exclusividade teatral era uma "condição inegociável" e que "a experiência teatral está no cerne da linguagem cinematográfica para mim". para concluir as filmagens o mais rápido possível, com o mais cedo previsto para começar no último trimestre de 2022. No entanto, ele disse que a produção do segundo filme se beneficiou de todo o trabalho já estabelecido no primeiro e pode ajudar a agilizar a produção.

### Roteiro
Eric Roth foi contratado para co-escrever o roteiro em abril de 2017, e Jon Spaihts foi posteriormente confirmado para co-escrever o roteiro ao lado de Roth e Villeneuve. O criador de linguagens de Game of Thrones, David Peterson, foi confirmado para desenvolver linguagens para o filme em abril de 2019. Em novembro de 2019, Spaihts deixou o cargo de showrunner da série de TV Dune: The Sisterhood para se concentrar em Dune: Part Two. Em junho de 2020, Greig Fraser disse: "É uma história totalmente formada em si, com lugares para ir. É um filme épico totalmente autônomo que as pessoas vão aproveitar muito quando o virem". Em fevereiro de 2021, Eric Roth afirmou que escreveu um tratamento completo para a possível sequência. Em agosto de 2021, Villeneuve também confirmou que a escrita começou. Em março de 2022, Villeneuve revelou que o roteiro estava quase pronto.

### Montagem de Elenco
Em março de 2022, foi relatado que Florence Pugh e Austin Butler estavam em negociações para estrelar o filme como a princesa Irulan e o herdeiro Harkonnen Feyd-Rautha, respectivamente. Em maio, Christopher Walken se juntou ao elenco como Shaddam IV. Em junho, Léa Seydoux entrou em negociações para se juntar ao elenco como Lady Margot. Em julho, Souheila Yacoub se juntou ao elenco como Shishakli.

### Filmagens
As pré-filmagens começaram em 4 de julho de 2022 na tumba de Brion em Altivole, Itália, por dois dias. A filmagem principal estava marcada para começar em 21 de julho em Budapeste, Hungria, e começou mais cedo em 18 de julho.

## Trilha Sonora
Hans Zimmer retornou para compor a trilha sonora do filme depois de fazê-lo no filme anterior.

## Lançamento
O filme foi lançado em 29 de fevereiro de 2024 no Brasil e em Portugal, e 1 de março de 2024, nos Estados Unidos. A data de lançamento do filme foi originalmente anunciada como 20 de outubro de 2023, depois foi adiado para 17 de novembro de 2023, foi antecipado para 3 de novembro de 2023, e depois foi adiado para 15 de março de 2024, devido à greve da SAG-AFTRA de 2023.

## Recepção

### Bilheteria
Para cobrir os custos de produção e marketing, de acordo com o The Hollywood Reporter, o filme precisava angariar pelo menos US$ 500 milhões de dólares em bilheteria. Dune: Part Two arrecadou US$ 32,2 milhões em seu primeiro dia, incluindo US$ 12 milhões em estreias em 25 e 29 de fevereiro; as exibições em IMAX arrecadaram US$ 4,5 milhões (38%) do total inicial. No seu primeiro final de semana, acabou arrecadando US$ 82,5 milhões (levemente acima do esperado), o dobro do filme anterior; cerca de 23% deste valor veio de salas IMAX (US$ 18,5 milhões), um recorde para março. De acordo com Jeff Goldstein, presidente de distribuição doméstica da Warner Bros., foi "muito mais alto do que qualquer um de nós poderia prever", especialmente para "um gênero que é difícil de decifrar". O filme também arrecadou US$ 100,02 milhões em 72 mercados internacionais em seu fim de semana de estreia, elevando sua estreia mundial de três dias para US$ 182,5 milhões. Em seu segundo fim de semana, Duna arrecadou US$ 46 milhões (uma queda de 44%), terminando atrás do estreante Kung Fu Panda 4. Também superou todo o faturamento interno (nos Estados Unidos) do primeiro filme (US$ 108 milhões) em apenas sete dias.

### Crítica
No geral, Dune Part Two foi aclamado pela crítica especializada. No site agregador de críticas Rotten Tomatoes, 92% das 397 resenhas dos críticos foram positivas, com uma classificação média de 8,4/10. O consenso do site diz: "Visualmente emocionante e narrativamente épico, Dune: Part Two continua a adaptação de Denis Villeneuve da amada série de ficção científica de forma espetacular." O Metacritic, que usa uma média ponderada, atribuiu ao filme uma pontuação de 79 em 100, baseado em 62 críticos, indicando críticas "geralmente favoráveis". O público pesquisado pelo CinemaScore deu ao filme uma nota média de "A" (em uma escala de A + a F), enquanto os entrevistados pelo PostTrak deram ao filme uma pontuação geral positiva de 94%, com 80% dizendo que definitivamente recomendo.

## Prêmios e Indicações
| Prêmio                 | Data da cerimônia       | Categoria                         | Nominado(s)                                                 | Resultado | Ref.   |
| ---------------------- | ----------------------- | --------------------------------- | ----------------------------------------------------------- | --------- | ------ |
| Prêmios Globo de Ouro  | 5 de janeiro de 2025    | Melhor Filme Dramático            | Dune: Part Two                                              | Indicado  | [ 65 ] |
| Prêmios Globo de Ouro  | 5 de janeiro de 2025    | Melhor Trilha Sonora Original     | Hans Zimmer                                                 | Indicado  | [ 65 ] |
| Critics' Choice Awards | 7 de fevereiro de 2025  | Melhor Filme                      | Dune: Part Two                                              | Indicado  | [ 66 ] |
| Critics' Choice Awards | 7 de fevereiro de 2025  | Melhor Diretor                    | Denis Villeneuve                                            | Indicado  | [ 66 ] |
| Critics' Choice Awards | 7 de fevereiro de 2025  | Melhor Roteiro Adaptado           | Denis Villeneuve e Jon Spaihts                              | Indicado  | [ 66 ] |
| Critics' Choice Awards | 7 de fevereiro de 2025  | Melhor Fotografia                 | Greig Fraser                                                | Indicado  | [ 66 ] |
| Critics' Choice Awards | 7 de fevereiro de 2025  | Melhor Edição                     | Joe Walker                                                  | Indicado  | [ 66 ] |
| Critics' Choice Awards | 7 de fevereiro de 2025  | Melhor Figurino                   | Jacqueline West                                             | Indicado  | [ 66 ] |
| Critics' Choice Awards | 7 de fevereiro de 2025  | Melhor Direção de Arte            | Patrice Vermette e Shane Vieau                              | Indicado  | [ 66 ] |
| Critics' Choice Awards | 7 de fevereiro de 2025  | Melhor Trilha Sonora              | Hans Zimmer                                                 | Indicado  | [ 66 ] |
| Critics' Choice Awards | 7 de fevereiro de 2025  | Melhor Cabelo e Maquiagem         | Dune: Part Two                                              | Indicado  | [ 66 ] |
| Critics' Choice Awards | 7 de fevereiro de 2025  | Melhores Efeitos Visuais          | Paul Lambert, Stephen James, Rhys Salcombe e Gerd Nefzer    | Venceu    | [ 66 ] |
| BAFTA                  | 16 de fevereiro de 2025 | Melhor Diretor                    | Denis Villeneuve                                            | Indicado  | [ 67 ] |
| BAFTA                  | 16 de fevereiro de 2025 | Melhor Cinematografia             | Greig Fraser                                                | Indicado  | [ 67 ] |
| BAFTA                  | 16 de fevereiro de 2025 | Melhor Edição                     | Joe Walker                                                  | Indicado  |        |
| BAFTA                  | 16 de fevereiro de 2025 | Melhor Maquiagem e Caracterização | Love Larson e Eva von Bahr                                  | Indicado  |        |
| BAFTA                  | 16 de fevereiro de 2025 | Melhor Design de Produção         | Patrice Vermette e Shane Vieau                              | Indicado  |        |
| BAFTA                  | 16 de fevereiro de 2025 | Melhor Som                        | Ron Bartlett, Doug Hemphill, Gareth John e Richard King     | Venceu    |        |
| BAFTA                  | 16 de fevereiro de 2025 | Melhores Efeitos Visuais          | Paul Lambert, Stephen James, Gerd Nefzer e Rhys Salcombe    | Venceu    |        |
| SAG Awards             | 23 de fevereiro de 2025 | Melhor Elenco de Dublês           | Dune: Part Two                                              | Indicado  | [ 68 ] |
| Óscars                 | 2 de março de 2025      | Melhor Filme                      | Mary Parent, Cale Boyter, Tanya Lapointe e Denis Villeneuve | Indicado  | [ 69 ] |
| Óscars                 | 2 de março de 2025      | Melhor Fotografia                 | Greig Fraser                                                | Indicado  | [ 69 ] |
| Óscars                 | 2 de março de 2025      | Melhor Design de Produção         | Patrice Vermette e Shane Vieau                              | Indicado  | [ 69 ] |
| Óscars                 | 2 de março de 2025      | Melhor Som                        | Gareth John, Richard King, Ron Bartlett e Doug Hemphill     | Venceu    | [ 69 ] |
| Óscars                 | 2 de março de 2025      | Melhores Efeitos Visuais          | Paul Lambert, Stephen James, Gerd Nefzer e Rhys Salcombe    | Venceu    | [ 69 ] |

## Futuro
Villeneuve manifestou interesse em fazer um terceiro filme baseado em Dune Messiah, o segundo romance da série, acrescentando que a possibilidade do filme dependia do sucesso de Dune: Part Two. Spaihts também reiterou em março de 2022 que Villeneuve tinha planos para um terceiro filme, bem como uma série de televisão spin-off.